# Mariam Aslamazjanová
Mariam Aršaki Aslamazjanová (arménsky: Մարիամ Ասլամազյան; 20. října 1907 Gjumri – 16. července 2006 Moskva) byla arménská malířka a keramička. Často je označována jako „arménská Frida Kahlo“. mj. kvůli jejímu zobrazování tradiční arménské kultury, kvůli její světlé, modernistické paletě, eklektickému osobnímu stylu a autoportrétům zobrazujícím jí samotnou v tradičním oděvu arménských žen. A také ovšem proto, že prožila úspěšnou kariéru v profesi, v níž na stále ještě tradicionalistickém Kavkaze dominovali muži. Zploštělý prostor a dekorativní motivy jejích obrazů prozrazují západní modernistické vlivy (Henri Matisse, Paul Cézanne), ale i návaznost na arménské avantgardisty, zejména Martirose Sarjana. V určitých fázích své tvorby se podřídila socialistickému realismu, který vyžadoval sovětský režim, zejména za druhé světové války (například plátno Návrat hrdiny z roku 1943). Její sestra Eranuhi Aslamazjanová byla také výtvarnou umělkyní. Mariam byla žačkou Stepana Aghajanjana a Kuzmy Petrova-Vodkina. V roce 1990 byla jmenována národní umělkyní Sovětského svazu. Zemřela v Moskvě, ale byla pohřbena v jerevanském Komitasově Pantheonu. Většinu jejích obrazů vlastní Národní galerie Arménie, Derfnerovo židovské muzeum v New Yorku a Galerie sester Aslamazjanových v Gjumri.

## Cesty do zahraničí
Její velmi dobré vztahy s režimem a významné postavení v oficiálním Svazu umělců jí umožnily cestovat po celém světě, do Alžírska, Argentiny, Belgie, Číny, NDR, Francie, Indie, Itálie, Japonska, Madagaskaru, Španělska, Švédska, Nizozemska, Egypta, Sýrie či Jugoslávie. V roce 1957 ji sovětská vláda vyslala na oficiální cestu do Indie, aby pomohla navázat diplomatické styky mezi oběma zeměmi. Na konci této cesty jí byla uspořádána výstava, které se zúčastnila i Indira Gándhíová, jež se také objevila na některých obrazech. Tato cesta a tři podobné následující (1970, 1973 a 1975) sehrály významnou roli při navazování indo-sovětských vztahů. Během Gándhíové cesty do Sovětského svazu v roce 1976 pak indická politička navštívila i Arménii, mj. kvůli osobním vztahům se sestrami Aslamazjanovými.

## Ukázky díla

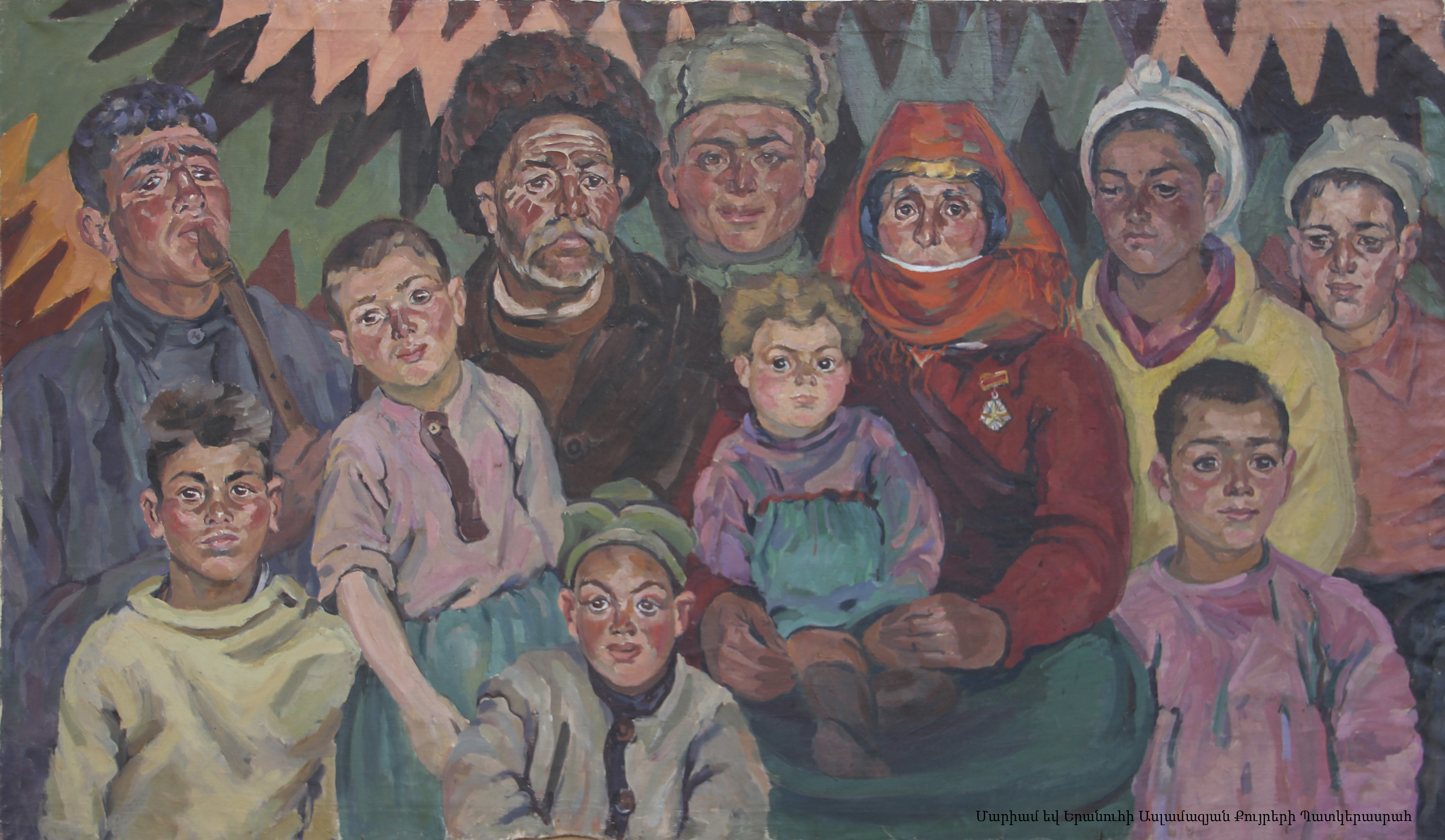
Matka-hrdinka, 1947
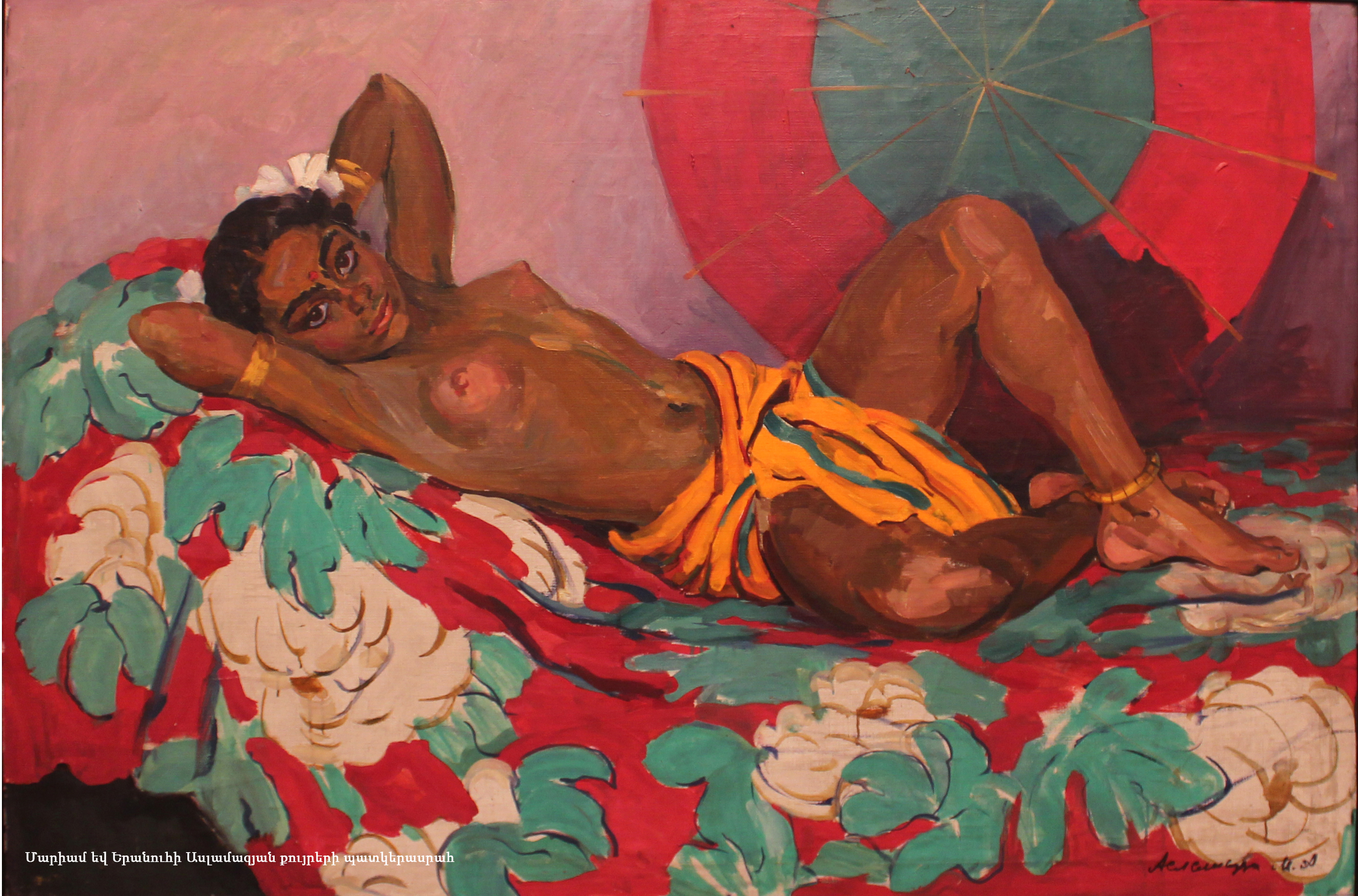
Tanečnice z Madrasu, 1960